# Iancu Rădăcină
Iancu Rădăcină (n. 1928, Râșnov, România — d. octombrie 2009, Los Angeles, SUA) a fost un arhitect român.

## Biografie
Iancu Rădăcină a studiat arhitectura la București, după care și-a început activitatea de proiectare în Brașov, profesând toată viața la Institutul Proiect Brașov. S-a pensionat la vârsta de 60 de ani, emigrând în Germania.
După revoluție a plecat la fiica sa în Los Angeles, Statele Unite, unde a decedat în 2009.

## Operă
- aripa nouă a Hotelului Aro Palace, construită în anii 1963–1965
- Restaurantul Miorița din Poiana Brașov (astăzi modificat radical fără ca originalul să mai poată fi identificat)
- Hotelul Alpin, proiect din 1969 și construcție din 1974–1975,
- blocul de la Cinema Patria
- blocurile turn de vis-à-vis de Onix (cunoscute de brașoveni ca blocurile cu stâlp)
- blocurile din capătul bulevardului Victoria (Hermina și Dioda)
- o serie de locuințe particulare (dr. Fodor, dr. Coleanu, Balint, prof. Dudita ș.a.)